# アッパーカット!/夕立ち!スルー・ザ・レインボー
「アッパーカット!/夕立ち!スルー・ザ・レインボー」（アッパーカット!/ゆうだち!スルー・ザ・レインボー）は、女性アイドルグループ『アップアップガールズ（仮）』の3枚目のCDシングル。2012年6月30日に先行発売された後、同年7月25日に一般発売（全国流通）された。
当シングルのサウンドプロデュースは秋葉原MOGRAのDJであるPandaBoYとfu_mouが担当している。また、PandaBoYによる曲「アッパーカット!」は、アップアップガールズ（仮）の代表曲と評されることがあり、ライブでは定番の曲となっている。

## 背景
アップアップガールズ（仮）は、2011年に結成されて以降約1年間オリジナル曲が無かったが、2012年3月31日に初のCDシングル「Going my ↑」をリリースし、6月3日には2枚目のCDシングル「バレバレI LOVE YOU」をリリースした。いずれも、シングルタイトル曲はmichitomoによる楽曲であり、PandaBoYは両曲を聴き「この人は王道の人なんだ」と思ったという。当シングルは、3枚目のCDシングルとなる。

## 制作
PandaBoYとfu_mouは元々ネットレーベル『ALTEMA RECORDS』から楽曲をリリースしていた。そのことがきっかけとなって、2人は2012年4月初めに楽曲の制作依頼を受けたという。依頼を受けたPandaBoYは、木村由姫の「LOVE & JOY」に影響を受け「アッパーカット!」を制作した。アッパーカットという言葉は、楽曲の制作依頼側との打ち合わせを行う中で「這い上がる」「アップアップ」という2つのキーワードから出てきたものだという。PandaBoYは、作詞した経験を持っていなかったが「ボクシング Wikipedia」という言葉で検索し「あとは上から言葉をさがして（笑）」作詞を行った。
また、テレ朝動画の番組『上々少女's』 #21 - #22で、レコーディングやその準備の模様が放送された。メンバーの森咲樹は、レコーディングに苦労し「これは泣きそう」「私こんなにリズム感無かったっけ」とコメントを残している。

## リリース
2012年5月20日、六本木ヒルズ イベントスペースumuにて行われた「idol LINE」 LIVE vol.2に参加し、3枚目のCDシングルが6月30日に発売されることを発表した。また、5月21日には、スタッフにより告知された。
6月10日、「アッパーカット!」「夕立ち!スルー・ザ・レインボー」両曲の（仮）CDを2枚同時に発売した。
6月22日、「アッパーカット!」と「夕立ち!スルー・ザ・レインボー」の配信が開始され、6月30日には当シングルの先行発売が開始された。その後、7月25日には一般発売（全国流通）された。
翌2013年1月30日には、「アッパーカット!」「夕立ち!スルー・ザ・レインボー」両曲を収録したアルバム『ファーストアルバム（仮）』が発売された。8月3日には「アッパーカット!」を収録した配信限定アルバム『夏フェス参戦記念!8/3「ROCK IN JAPAN FESTIVAL 2013」セットリストアルバム』の配信が始まり、8月10日には、同じく「アッパーカット!」を収録した配信限定アルバム『夏フェス参戦記念!8/10「IDOL NATION 2013」セットリストアルバム』の配信が始まった。

## アートワーク
当シングルのジャケットは、漫画家のナカGによるイラストで、ジャケットの中面にはボクシングがテーマとなっている漫画が掲載されている。
6月13日に配信が開始された上々少女's #21において、CDシングルのジャケットがアップアップガールズ（仮）のメンバーの写真ではなく、漫画家のナカGによって描かれることが発表された。漫画の主人公を決定する模様も放送され、ナカGの推しメン1人が主人公とされることになった。推しメンは3位→2位→1位の順で発表され、3位は森咲樹・2位は関根梓・1位は仙石みなみであり、主人公は仙石となった。この結果に対し、森は「何かあるといつも仙石ですよ。どういうことですかー。」とコメントしている。また、悪役も決定することになり、ナカGの推しメン第7位（アップアップガールズ（仮）のメンバー数は7名）の古川小夏が悪役となった。6月20日に配信が開始された上々少女's #22では、ジャケットが公開された。

## 音楽
PandaBoYによる曲「アッパーカット!」は、ボクシングのパンチの1種であるアッパーカットをモチーフとしており、アップテンポなユーロビート風味の曲となっている。
fu_mouによる曲「夕立ち!スルー・ザ・レインボー」は、ナタリーによれば「エモーショナルなロックチューン」、BARKSによれば「激しいシンセポップ」となっている。

### 振り付け
ダンスの振り付けは両曲とも竹中夏海である。「アッパーカット!」の振り付けは、曲の「アッパーさを体現する激しい」ものであり、イントロの準備運動風の動きから始まり、立ち位置・ダンスのフォーメーションが変化し続ける振り付けになっている。竹中によれば「ボクシングの試合の流れ」を表しているという。また、上々少女's #22において、竹中夏海によるダンスレッスンの模様も放送された。

## ミュージック・ビデオ
「アッパーカット!」は、2013年に、映像作家のUKYO Inaba監督によりミュージック・ビデオ(MV)が制作された。「アップアップタイフーン」のMVとは異なり「ストイックなライティングでクールな感じを意識し」たものだという。メンバーの佐保明梨は、約1年前に発売された「アッパーカット!」のMVを撮影することになった理由について「アプガの代表曲みたいな感じだから、多分PVを作るとなったら、アッパーカット!のを作ることになった」と推測している。
2013年6月16日、「アッパーカット!」のMVの撮影が「アップアップタイフーン」の撮影と同時に行われた。室内で、仙石・森・佐保・新井愛瞳による「アッパーカット!」の撮影が行われた後に「アップアップタイフーン」の撮影が行われた。「アッパーカット!」の撮影はボクシングジムでも行われ、「戦闘態勢のイメージカット」「ダンスパート」「仙石vs佐保のボクシングシーン」の撮影が行われた。仙石vs佐保の勝負は、一度仙石が佐保に倒されるが、仙石が立ち上がり佐保を倒すという設定になっている。ただし、佐保を倒すシーンは映されていない。
同年7月31日に配信が開始された上々少女's #80において、同MVが初公開され、8月2日にはYouTubeでも公開された。8月28日には同MV・同MVの別バージョンである「Dance Shot Ver.」・同MVの撮影風景等が収録されたDVD『アップアップガールズ（仮） THE DVD 〜ミニMV集 おまけつき〜』が発売された。

## ライヴ・パフォーマンス
2012年6月10日、同グループはDUO MUSIC EXCHANGEにて行われた『@JAM the Field アイドルコレクション』に参加し、「アッパーカット!」と「夕立ち!スルー・ザ・レインボー」を初披露した。また、同ライブの模様や、ライブの前に行われたダンスレッスンの模様・イベント前の舞台裏の模様などが6月27日に配信が開始された上々少女's #23で放送された。
6月15日、同グループは池袋サンシャインシティのアルパ地下1階の噴水広場にて行われた『新星堂サンシャインシティアルパ店OPEN記念イベント』に参加し、「アッパーカット!」など5曲を披露した。6月10日に行われた『@JAM the Field アイドルコレクション』ではメンバーの佐藤綾乃が病欠したため、メンバー7人での「アッパーカット!」披露は初となった。また、このイベントの模様や、イベント前の舞台裏の模様は、7月4日に配信が開始された上々少女's #24で放送された。
8月4日には、日本テレビの番組『新進気鋭』にて「アッパーカット!」を披露した。これは、アップアップガールズ（仮）にとって「地上波初の歌パフォーマンス」とされている。

## シングル収録曲
| #  | タイトル                                        | 作詞     | 作曲     | 編曲     | 時間 |
| -- | ----------------------------------------------- | -------- | -------- | -------- | ---- |
| 1. | 「アッパーカット!」                             | PandaBoY | PandaBoY | PandaBoY | 4:52 |
| 2. | 「夕立ち!スルー・ザ・レインボー」               | fu mou   | fu_mou   | fu_mou   | 5:08 |
| 3. | 「アッパーカット!(Instrumental)」               |          | PandaBoY | PandaBoY |      |
| 4. | 「夕立ち!スルー・ザ・レインボー(Instrumental)」 |          | fu_mou   | fu_mou   |      |

## リリース日一覧
| 地域 | リリース日    | レーベル               | 規格                    | カタログ番号 |
| ---- | ------------- | ---------------------- | ----------------------- | ------------ |
| 日本 | 2012年6月10日 | アップフロントワークス | （仮）CD                | -            |
| 日本 | 2012年6月22日 | アップフロントワークス | デジタル・ダウンロード  | -            |
| 日本 | 2012年6月30日 | アップフロントワークス | マキシシングル 先行販売 | UFCW-1032    |
| 日本 | 2012年7月25日 | アップフロントワークス | マキシシングル 一般販売 | UFCW-1032    |